# Irene Santi
Irene Santi (Milano, 8 ottobre 1999) è una calciatrice italiana, centrocampista dell'Inter.

## Carriera

### Club
Santi si avvicina al calcio fin da giovanissima, iniziando a giocare a Cernusco sul Naviglio dall'età di cinque anni, nelle formazioni giovanili miste, per trasferirsi in seguito, a dodici anni, nella sua prima società interamente femminile, all'allora Inter Milano. Qui fa tutta la trafila delle giovanili fino alla squadra che disputa il Campionato Primavera. Aggregata, dalla stagione 2018-2019, alla prima squadra iscritta alla Serie B allenata dal tecnico Sebastián de la Fuente, condivide con le compagne nell'ottobre 2018 il passaggio societario all'Inter, la storica società milanese che integra nella sua struttura la precedente realtà nerazzurra e che dalla 3ª giornata subentra all'Inter Milano per prosieguo del campionato, da quell'edizione tornato a girone unico. In quella stagione Santi viene impiegata con regolarità, maturando 21 presenze su 22 incontri, con la squadra che si rivela superiore alle avversarie chiudendo alla fine al primo posto e guadagnando la promozione in Serie A. Con la maglia nerazzurra va a rete già dalla 1ª giornata, siglando al 63' la rete che fissa sul 6-0 l'incontro casalingo con la Roma XIV e concludendo il campionato con3 centri complessivi, ai quali si aggiunge la rete al Genoa Women al triangolare del primo turno in Coppa Italia e alle 3 presenze prima dell'eliminazione della sua squadra da parte del Milan agli ottavi di finale.
Confermata in rosa anche per stagione successiva, sotto la guida del nuovo tecnico Attilio Sorbi trova meno spazio, maturando solo 7 presenze in campionato, andando a rete con l'Orobica alla 6ª giornata, e nel solo incontro in Coppa Italia prima dell'eliminazione.
Durante la sessione estiva di calciomercato 2020 si concretizza la cessione, con la formula del prestito, al Verona per la stagione entrante, raggiunta poco dopo dalla compagna di squadra e di reparto Sofia Colombo, sempre in prestito, alla società scaligera, e ritrovando diverse compagne con cui ha precedentemente condiviso la maglia nerazzurra. A disposizione del tecnico Matteo Pachera, ritorna ad essere impiegata con continuità, maturando 18 presenze in campionato e in uno dei due incontri di Coppa Italia prima dell'eliminazione già alla prima fase preliminare di eliminazione, condividendo con le compagne una stagione difficile di bassa classifica, riuscendo comunque a garantirsi la salvezza con qualche giornata d'anticipo.

### Nazionale
Entrata nel giro delle nazionali giovanili italiane, Santi viene convocata per la prima volta in un torneo ufficiale UEFA dal tecnico federale Enrico Sbardella in occasione della fase finale dell'Europeo di Svizzera 2018, debuttando con la maglia della formazione Under-19 il 18 luglio 2018, nel primo incontro del gruppo B perso 3-1 con i Paesi Bassi. Durante il torneo Sbardella la impiega in quella sola occasione, con la sua nazionale che, venendo sconfitta anche negli altri due incontri, prima 1-0 con la Danimarca e infine 2-0 con la Germania, viene eliminata già alla fase a gironi.

## Statistiche

### Presenze e reti nei club
Statistiche aggiornate al 10 maggio 2025.
| Stagione        | Squadra         | Campionato      | Campionato | Campionato | Coppe nazionali | Coppe nazionali | Coppe nazionali | Coppe continentali | Coppe continentali | Coppe continentali | Altre coppe | Altre coppe | Altre coppe | Totale | Totale |
| Stagione        | Squadra         | Comp            | Pres       | Reti       | Comp            | Pres            | Reti            | Comp               | Pres               | Reti               | Comp        | Pres        | Reti        | Pres   | Reti   |
| --------------- | --------------- | --------------- | ---------- | ---------- | --------------- | --------------- | --------------- | ------------------ | ------------------ | ------------------ | ----------- | ----------- | ----------- | ------ | ------ |
| 2018-2019       | Inter           | B               | 21         | 4          | CI              | 3               | 1               | -                  | -                  | -                  | -           | -           | -           | 24     | 5      |
| 2019-2020       | Inter           | A               | 7          | 1          | CI              | 1               | 0               | -                  | -                  | -                  | -           | -           | -           | 8      | 1      |
| 2020-2021       | Verona          | A               | 18         | 0          | CI              | 1               | 0               | -                  | -                  | -                  | -           | -           | -           | 19     | 0      |
| 2021-2022       | Inter           | A               | 5          | 0          | CI              | 2               | 1               | -                  | -                  | -                  | -           | -           | -           | 7      | 1      |
| 2022-2023       | Inter           | A               | 20         | 1          | CI              | 5               | 0               | -                  | -                  | -                  | -           | -           | -           | 25     | 1      |
| 2023-2024       | Inter           | A               | 5          | 0          | CI              | 1               | 0               | -                  | -                  | -                  | -           | -           | -           | 6      | 0      |
| 2024-2025       | Inter           | A               | 5          | 1          | CI              | 1               | 0               | -                  | -                  | -                  | -           | -           | -           | 6      | 1      |
| Totale Inter    | Totale Inter    | Totale Inter    | 63         | 7          |                 | 13              | 2               |                    | -                  | -                  |             | -           | -           | 76     | 9      |
| Totale carriera | Totale carriera | Totale carriera | 81         | 7          |                 | 14              | 2               |                    | -                  | -                  |             | -           | -           | 95     | 9      |

### Cronologia presenze e reti in nazionale
| Cronologia completa delle presenze e delle reti in nazionale ― Italia under 19 | Cronologia completa delle presenze e delle reti in nazionale ― Italia under 19 | Cronologia completa delle presenze e delle reti in nazionale ― Italia under 19 | Cronologia completa delle presenze e delle reti in nazionale ― Italia under 19 | Cronologia completa delle presenze e delle reti in nazionale ― Italia under 19 | Cronologia completa delle presenze e delle reti in nazionale ― Italia under 19 | Cronologia completa delle presenze e delle reti in nazionale ― Italia under 19 | Cronologia completa delle presenze e delle reti in nazionale ― Italia under 19 |
| Data                                                                           | Città                                                                          | In casa                                                                        | Risultato                                                                      | Ospiti                                                                         | Competizione                                                                   | Reti                                                                           | Note                                                                           |
| ------------------------------------------------------------------------------ | ------------------------------------------------------------------------------ | ------------------------------------------------------------------------------ | ------------------------------------------------------------------------------ | ------------------------------------------------------------------------------ | ------------------------------------------------------------------------------ | ------------------------------------------------------------------------------ | ------------------------------------------------------------------------------ |
| 18-7-2018                                                                      | Bienne                                                                         | Paesi Bassi under 19                                                           | 3 – 1                                                                          | Italia under 19                                                                | Europeo under 19 2018                                                          | -                                                                              | 46’                                                                            |
| Totale                                                                         |                                                                                | Presenze                                                                       | 1                                                                              |                                                                                | Reti                                                                           | 0                                                                              |                                                                                |